# 日本基督教団郡山細沼教会

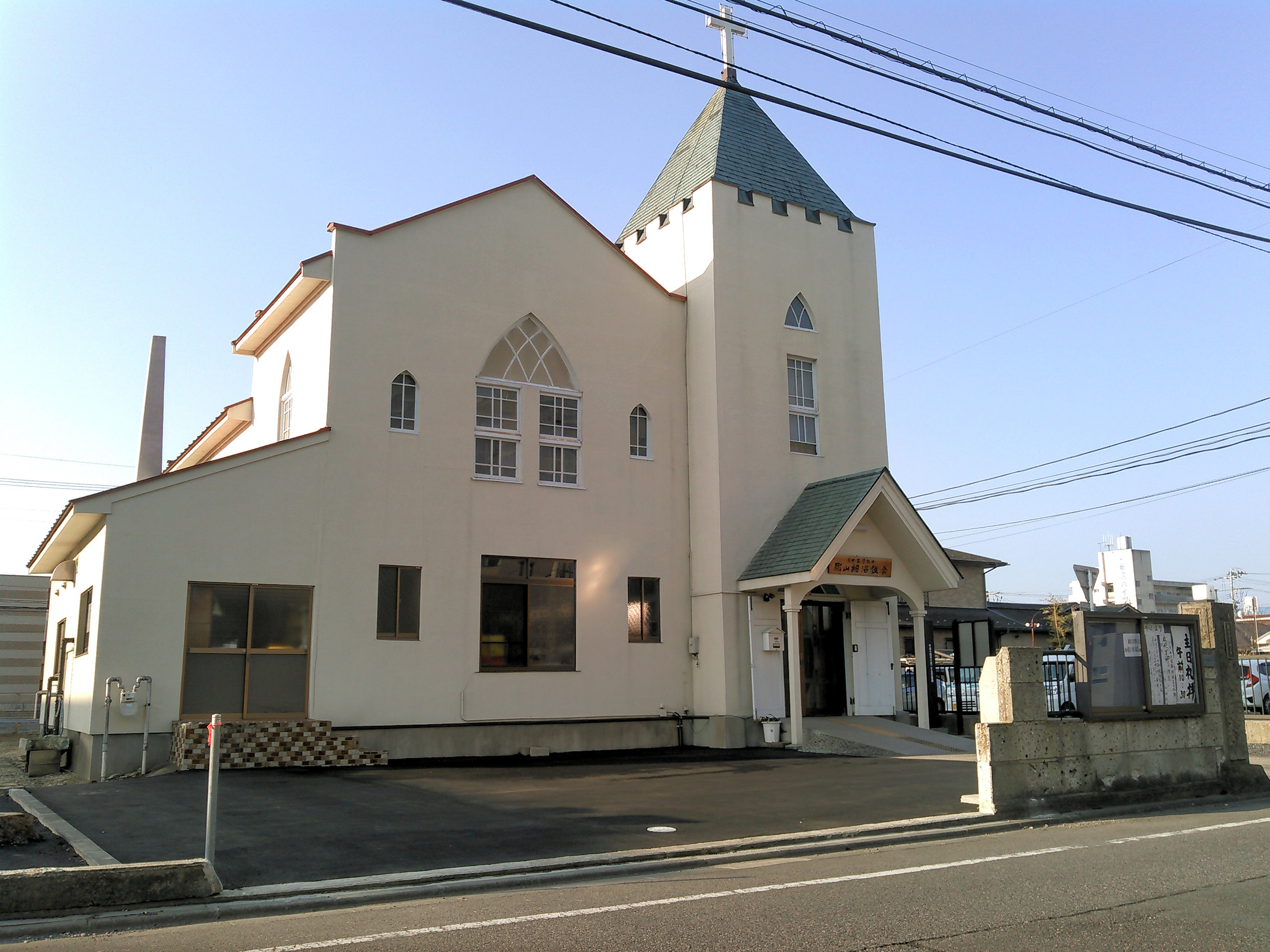
日本基督教団郡山細沼教会

日本基督教団郡山細沼教会（にほんきりすときょうだんこおりやまほそぬまきょうかい）は、福島県郡山市にある日本基督教団の教会である。東北地方へのキリスト教の伝道の拠点として建てられたと伝えられる。

## 概要
シンボルとなっていた1929年（昭和4年）建築の礼拝堂は、2002年（平成14年）に登録有形文化財に登録された。構造は木造2階建（玄関上部はバトルメント付3階建塔屋）。正面講壇部分のステンドグラスはミラノの工房でサンテ・ピツオールによって制作されたものだった。建物は放物線状の天井が特徴でグランドピアノのほかパイプオルガンも設置されていた。
2010年（平成22年）には、日本基督教団郡山細沼教会教会設立百周年記念実行委員会により『日本基督教団郡山細沼教会百年史』が発行された。
礼拝堂は登録有形文化財に登録されていたが、2021年2月の地震でコンクリート造の煙突が外壁ごと外れて傾き、東日本大震災で修復された外壁部分の亀裂も大きくなるなど甚大な被害を受けたため、立ち入り禁止となり取り壊された。2022年6月29日登録有形文化財抹消。

## 所在地
- 福島県郡山市細沼町8-12

## 周辺
- ホテルハマツ
- 21世紀記念公園麓山の杜
- 旧郡山市役所庁舎（現福島県郡山合同庁舎） - 昭和初期のモダンゴシック様式の洋風建築
- 如宝寺 - 重要文化財指定の供養塔や銅鐘、登録有形文化財の書院など
- 郡山市立金透小学校 - 明治時代の校舎の一部が「金透記念館」として残る

## 交通アクセス
- 東北自動車道郡山インターチェンジより、車で約20分、ホテルハマツ南側。
- JR郡山駅からさくら通り (郡山市)を経由して徒歩で約20分